# Plasmálisis
La plasmálisis es un proceso electroquímico que requiere una fuente de voltaje. Por un lado, describe la disociación plasmática de orgánicos y Compuestos inorgánicos (por ejemplo, compuestos C-H y N-H) en interacción con un plasma térmico/no térmico entre dos electrodos. Por otro lado, describe la síntesis, es decir, la combinación de dos o más elementos para formar una nueva molécula (por ejemplo, síntesis de metano/metanación). Plasmálisis es una palabra artificial formada por plasma y lisis (griego λύσις, "[disolución]).

## Plasma térmico/no térmico
Los plasmas térmicos. puede generarse técnicamente, por ejemplo, por acoplamiento inductivo de campos de alta frecuencia en el rango de los MHz (ICP: Inductively coupled plasma) o por acoplamiento de corriente continua (descargas de arco). Un plasma térmico se caracteriza porque los electrones, iones y partículas neutras se encuentran en equilibrio termodinámico. En los plasmas a presión atmosférica, las temperaturas de los plasmas térmicos suelen ser superiores a 6000 K. Esto corresponde a energías cinéticas medias inferiores a 1 eV.
Los plasmas no térmicos se encuentran en las descargas de arco de baja presión, como las lámparas fluorescentes, en las descargas de barrera dieléctrica (DBD), como los tubos de ozono, en los plasmas de microondas (antorchas de plasma, es decir, PLexc o MagJet) o en los GHz-plasmajets. Un plasma no térmico muestra una diferencia significativa entre la temperatura del electrón y la del gas. Por ejemplo, la temperatura del electrón puede ser de varios 10.000 K, lo que corresponde a energías cinéticas medias de más de 1 eV, mientras que se mide una temperatura del gas cercana a la temperatura ambiente. A pesar de su baja temperatura, estos plasmas pueden desencadenar reacciones químicas y estados de excitación mediante colisiones de electrones. Las descargas coronales pulsadas y dieléctricamente impedidas pertenecen a la familia de los plasmas no térmicos. Aquí los electrones están mucho más calientes (varios eV) que los iones/partículas neutras del gas (temperatura ambiente).

## Aspectos técnicos
Para generar un plasma no térmico a presión atmosférica, se hace pasar un gas de trabajo (gas molecular o inerte, por ejemplo, aire, nitrógeno, argón, helio) a través de un campo eléctrico. Los electrones procedentes de procesos de ionización pueden acelerarse en este campo para desencadenar procesos de ionización por impacto. Si durante este proceso se producen más electrones libres de los que se pierden, puede producirse una descarga. El grado de ionización en los plasmas utilizados técnicamente suele ser muy bajo, normalmente de unos pocos por mil o menos. La conductividad eléctrica generada por estos portadores de carga libres se utiliza para acoplar energía eléctrica. Al chocar con otros átomos o moléculas del gas, los electrones libres pueden transferirles su energía y generar así especies altamente reactivas que actúan sobre el material a tratar (gaseoso, líquido, sólido). La energía de los electrones es suficiente para romper los enlaces covalentes de las moléculas orgánicas. La energía necesaria para escindir enlaces sencillos se sitúa entre 1,5 y 6,2 eV, para enlaces dobles entre 4,4 y 7,4 eV y para enlaces triples entre 8,5 y 11,2 eV. Para los gases que también pueden utilizarse como gases de proceso, las energías de disociación son, por ejemplo, de 5,7 eV (O2) y 9,8 eV (N2) 

## Aplicaciones de los plasmas a presión atmosférica
Los plasmas a presión atmosférica se han utilizado para diversas aplicaciones industriales, como la eliminación de compuestos orgánicos volátiles (COV), el tratamiento de emisiones de gases de escape y el tratamiento de superficies de polímeros y alimentos. Durante décadas, los plasmas no térmicos también se han utilizado para generar ozono para la purificación del agua. Los plasmas a presión atmosférica pueden caracterizarse principalmente por un gran número de descargas eléctricas en las que la mayor parte de la energía eléctrica se utiliza para generar electrones energéticos. Estos electrones energéticos producen especies químicamente excitadas - radicales libres e iones - y electrones adicionales por disociación, excitación e ionización de moléculas de gas de fondo por impacto de electrones. Estas especies excitadas a su vez oxidan, reducen o descomponen las moléculas, como aguas residuales o biometano, que se ponen en contacto con ellas. Parte de la energía eléctrica se convierte en energía química. De este modo, la plasmálisis puede utilizarse para almacenar energía, por ejemplo en el análisis por plasma del amonio procedente de aguas residuales o de residuos líquidos de fermentación, que produce hidrógeno y nitrógeno. El hidrógeno así producido puede servir de vector energético para una economía del hidrógeno.

## Mecanismos de disociación de gases y líquidos
En la siguiente sección XH se refiere a cualquier compuesto de hidrógeno, por ejemplo, compuestos CH- y NH- ó OH-.
- Disociación térmica: las moléculas de hidrógeno gaseoso se disocian a temperaturas superiores a 3000 K, por ejemplo, en un plasma. A temperaturas superiores a 3500 K se divenden en H2 y O2.
- Disociación por impacto de electrones: 
{\displaystyle e+XH(s,l,g)\rightarrow H(g)+X(s,l,g)}

La densidad de radicales escala con la densidad de electrones y las temperaturas superiores del gas y de los electrones (disociación térmica e impacto de electrones).
- Disociación por impacto iónico: 
{\displaystyle A^{+}+XH(g)\rightarrow A^{+}+H+X(s,l,g)}
- unión disociativa de electrones: 
{\displaystyle e+XH^{*}\rightarrow X^{-}(s,l,g)+H(g)}

Este proceso genera iones negativos y partículas neutras. El electrón de colisión es capturado por excitación de colisión. La diferencia de energía entre el estado básico y el estado excitado disocia la molécula. La disociación del agua inducida por electrones depende de la temperatura del electrón, que influye significativamente en la relación entre la densidad de OH (n_OH) y la densidad de electrones (n_e). La máxima densidad de OH se alcanza en la fase de posluminiscencia temprana cuando la temperatura del electrón (T_e) es baja.
- Fotoionización: 
 Los fotones de alta energía disocian moléculas.
- Electrones solvatados:
 Agente reductor en líquido [6]

## Eficacia de disociación de diferentes fuentes de hidrógeno

### Electrólisis del agua
Dado que el interés se centra siempre en la disociación más eficiente desde el punto de vista energético de los compuestos químicos, el punto de referencia es el aporte energético de la electrólisis del agua destilada (45 kWh/kgH2) , como en la siguiente ecuación de reacción:
- {\displaystyle \mathrm {2\ H_{2}O(f)\rightleftharpoons O_{2}(g)+2\ H_{2}(g)} \qquad \Delta H_{R\ 298}^{1bar(a)}=-286\ \mathrm {kJ/mol} }[7]

### Methane-plasmalysis
Una forma especialmente eficaz de generar hidrógeno (10 kWh/kgH2) es la metanoplasmólisis. En este proceso, el metano (por ejemplo, del gas natural) se descompone en el plasma bajo exclusión de oxígeno, formando hidrógeno y carbono elemental, como en la siguiente ecuación de reacción:
- {\displaystyle \mathrm {2\ CH_{4}(g)\rightleftharpoons C_{2}(f)+4\ H_{2}(g)} \qquad \Delta H_{R\ 298}^{1bar(a)}=-75\ \mathrm {kJ/mol} }[9]

La plasmálisis del metano ofrece, entre otras cosas, la posibilidad de descarbonizar de forma descentralizada el gas natural o, si se utiliza biogás, también la realización de un sumidero de CO2, mediante el cual, a diferencia del proceso CCS utilizado habitualmente hasta la fecha, no es necesario comprimir y almacenar el gas, sino que el carbono elemental producido se puede ligar en forma de producto.
Esta tecnología también puede utilizarse para evitar la quema de los llamados "gases de combustión" utilizándolos como materia prima para la producción de hidrógeno y carbono.

### Plasmálisis de aguas residuales
La plasmálisis de aguas residuales y estiércol líquido permite recuperar el hidrógeno de los contaminantes contenidos en las aguas residuales (amonio (NH4) o compuestos de hidrocarburos (COD). La descomposición plasma-catalítica del amoníaco tiene lugar como se muestra en la siguiente ecuación de reacción:
- {\displaystyle \mathrm {2\ NH_{3}(f)\rightleftharpoons N_{2}(g)+3\ H_{2}(g)} \qquad \Delta H_{R\ 298}^{1bar(a)}=-92\ \mathrm {kJ/mol} }

Las aguas residuales tratadas se depuran en el proceso. La energía necesaria para la producción de hidrógeno verde es de aproximadamente 12 kWh/kgH2.
También puede utilizarse como tecnología de craqueo para dividir el amoníaco portador de hidrógeno.

### Disociación del sulfuro de hidrógeno
El sulfuro de hidrógeno - un componente del petróleo crudo y del gas natural y un subproducto en la digestión anaerobia de la biomasa - también es adecuado para la descomposición catalítica por plasma para producir hidrógeno y azufre elemental debido a su débil energía de enlace.
- {\displaystyle \mathrm {H_{2}S(g)\rightleftharpoons H_{2}(g)+S(s)} \qquad \Delta H_{R\ 298}^{1bar(a)}=-20,5\ \mathrm {kJ/mol} }

La energía necesaria para la producción hidrógeno de H2S es aproximadamente 5 kWh/kgH2.

## Geometría del reactor
Es evidente que tanto la geometría del reactor como el método por el que se genera el plasma influyen mucho en el rendimiento del sistema.